# Höfern (Gemeinden Maria Saal und Sankt Veit an der Glan)
Höfern oder Höffern (slowenisch Dvorec, das bedeutet Höflein) ist ein Ort in Kärnten. Durch den Ort verläuft die Grenze zwischen den Katastralgemeinden Kading und Niederdorf, die gleichzeitig die Grenze zwischen den politischen Gemeinden Maria Saal und St. Veit an der Glan sowie zwischen den Bezirken Klagenfurt-Land und Sankt Veit an der Glan ist. Der auf Sankt Veiter Gebiet gelegene Teil des Orts ist nicht mehr bewohnt; der auf Maria Saaler Gebiet gelegene Teil des Orts bildet eine Ortschaft mit 21 Einwohnern (Stand 1. Jänner 2024).

## Lage
Höfern liegt etwa 4 km nördlich des Gemeindehauptorts Maria Saal, und etwa 5 km südlich des Stadtzentrums von Sankt Veit an der Glan, am Hang des Tanzenbergs, knapp oberhalb des Zollfelds. 

## Ortschaft Höfern (Gemeinde Maria Saal)

### Lage
Die Ortschaft umfasst von Süden nach Norden den Brandlhof (Prandlhoferhube, Hausnr. 1), die Paulschneiderhube (Nr. 2), die Siegelhube (Nr. 3) und ein neueres Einfamilienhaus (Nr. 4).

### Geschichte
In der ersten Hälfte des 19. Jahrhunderts gehörte der in der Steuergemeinde Kading liegende Teil von Höfern zum Steuerbezirk Annabichl. Bei Bildung der Ortsgemeinden im Zuge der Reformen nach der Revolution 1848/49 kamen diese Häuser an die Maria Saal.

### Bevölkerungsentwicklung
Für die Ortschaft ermittelte man folgende Einwohnerzahlen:
- 1869: 3 Häuser, 23 Einwohner[2]
- 1890: 3 Häuser, 29 Einwohner[3]
- 1910: 3 Häuser, 33 Einwohner[4]
- 1961: 3 Häuser, 19 Einwohner[5]
- 2001: 4 Gebäude (davon 4 mit Hauptwohnsitz) mit 4 Wohnungen und 4 Haushalten; 15 Einwohner und 1 Nebenwohnsitzfall[6]
- 2011: 4 Gebäude, 19 Einwohner[7]

## Ehemalige Ortschaft Höfern (Gemeinde Sankt Veit an der Glan)

### Lage

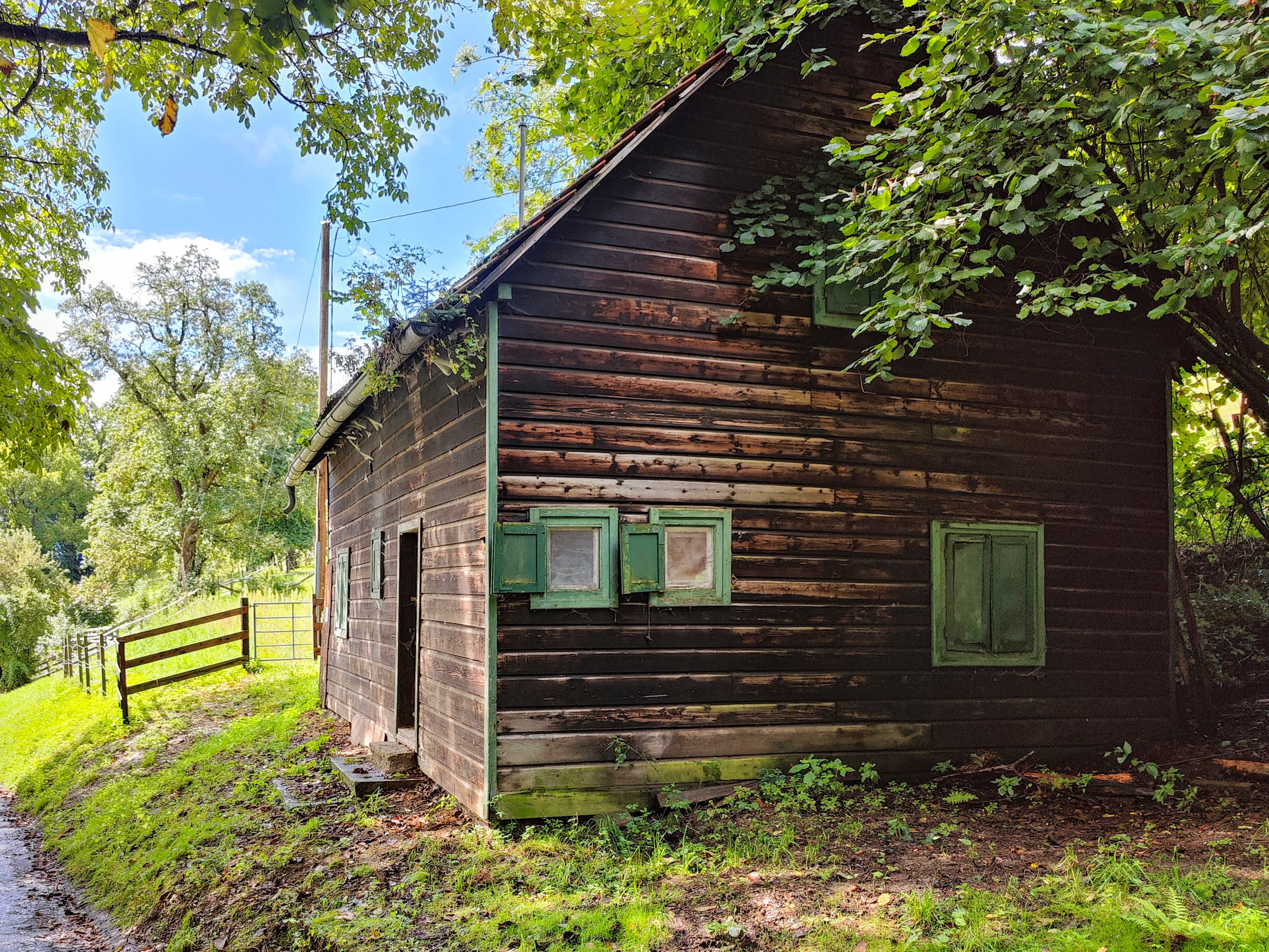
Gebäude in Gemeinde St. Veit an der Glan

Nordwestlich vom Brandlhof befindet sich ein unbewohntes Gebäude auf dem Gebiet der Katastralgemeinde Niederdorf, Gemeinde St. Veit an der Glan.

### Geschichte
Die Steuergemeinde Niederdorf war in der ersten Hälfte des 19. Jahrhunderts Teil des Steuerbezirks Karlsberg.
Bei Bildung der Ortsgemeinden im Zuge der Reformen nach der Revolution 1848/49 kam dieses Gebiet an die Gemeinde Hörzendorf, die anfangs Karlsberg hieß. 1951 wurde Höfern in der Gemeinde Hörzendorf erstmals als eigene Ortschaft ausgewiesen. Bei der Gemeindestrukturreform 1972 kam die Ortschaft an die Gemeinde St. Veit an der Glan. Selbst nachdem sie bereits unbewohnt war, wurde sie dort noch eine Zeitlang unter dem Namen Höffern als eigene Ortschaft geführt.

### Bevölkerungsentwicklung
Für die Ortschaft Höfern bzw. Höffern in der Gemeinde Hörzendorf bzw. St. Veit an der Glan ermittelte man folgende Einwohnerzahlen:
- 1961: 1 Haus, 7 Einwohner[8]
- 2001: 0 Häuser, 0 Einwohner[9]